# جيري كونواي
جيري كونواي (بالإنجليزية: Gerry Conway)‏ مواليد 10 سبتمبر 1952 في بروكلين، هو كاتب قصص مصورة وبرامج تلفزيون أمريكي. معروف بالاشتراك في صنع شخصية بونيشر لمارفل كومكس. عمل في دي سي كومكس وقام بصنع شخصية فايرستورم، كما عمل على فرقة العدالة لثمان سنوات.

## أعمال
عمل على العناوين التالية:
- ديتكتيف كومكس
- كابتن أمريكا
- المنتقمون
- فرقة العدالة
- بونيشر
- الرجل الحديدي
- المرأة المعجزة
- باتمان
- المحيط الهادي الأزرق

## وصلات خارجية
- جيري كونواي على موقع IMDb (الإنجليزية)
- جيري كونواي على موقع قاعدة بيانات الفيلم (الإنجليزية)